# Strajk (film 1924)
Strajk (ros. Стачка, Staczka, inne nazwy: Czarcie gniazdo, ros. Чёртово гнездо, Cziortowo gniezdo, Historia strajku, ros. История стачки, Istorija staczki) – niemy film radziecki w reżyserii Siergieja Eisensteina z 1924 roku. Jest pierwszą częścią epopei filmowej (następne części to Pancernik Potiomkin i Październik: 10 dni, które wstrząsnęły światem).

## Historia filmu
Strajk jest pierwszym filmem Siergieja Eisensteina, który reżyser tworzył z zespołem filmowym Proletkultu. Według słów twórcy jest filmem proletariackim, zainspirowanym dialektyką marksistowską. Do nakręcenia filmu Eisenstein wykorzystał doświadczenia, zdobyte podczas współpracy z Lwem Kuleszowem, polegające na tworzeniu dzieła z zastosowaniem oddziałujących na siebie kadrów, co wyzwalało kreatywność twórcy podczas montażu filmu. Strajk bazuje na bardzo krótkich ujęciach, stanowiących wobec siebie kontrast. Stwarza on wrażenie konfliktu zarówno estetycznego, jak i znaczeniowego.
W filmie brak głównego bohatera. Najważniejsze w strajku są sceny masowe, co nie odbiegało od zmian, jakie dokonały się w trzeciej dekadzie XX wieku w radzieckim teatrze awangardowym (w założeniu tej reformy jednostka była oznaką przemijającej sztuki burżuazyjnej). Ten sposób Eisenstein wykorzystywał także w późniejszych swoich pracach: Pancerniku Potiomkinie i Październiku.

## Fabuła
W jednej z dużych fabryk rosyjskich wre. Robotnik zostaje niesłusznie oskarżony o kradzież narzędzi. Popełnia samobójstwo. Wywołuje to otwarty bunt pozostałych pracowników, których niezadowolenie z ciężkich warunków pracy i złego administrowania narastało już od dawna. W dzielnicy robotniczej przeprowadzana jest agitacja, mająca na celu zorganizowanie strajku. 
Podczas trwania strajku mieszkańcy dzielnicy nic nie robią. Pokazany jest zwykły dzień rodziny robotniczej. Tymczasem właściciele fabryki nie mają zamiaru spełniać postulatów strajkujących. Petycją z żądaniami o zmniejszenia wymiaru godzin pracy i podniesienia płacy, która została doręczona przez delegację robotników, właściciel wyciera ze stołu rozlane wino. W odpowiedzi strajkujący organizują sabotaż. Podpalają sklep z alkoholem.
Oddział kozaków i policji ma za zadanie przywołać strajkujących do porządku. Strajk zostaje stłumiony.

## Obsada
- Grigorij Aleksandrow – majster
- Aleksandr Antonow (Александр Антонов) – robotnik w kaszkiecie
- Daniił Antonowicz (Даниил Антонович) – robotnik
- Michaił Gomorow (Михаил Гоморов) – robotnik
- Władimier Uralski (Владимир Уральский) – robotnik
- Iwan Klukwin (Иван Клюквин) – agitator
- Maksim Sztrauch (Максим Штраух) – szpicel
- Judif Glizier (Юдифь Глизер) – królowa złodziei
- Boris Jurcew (Борис Юрцев) – król bandy
- Wiera Janukowa (Вера Янукова)

## Twórcy filmu
- Siergiej Eisenstein – reżyser, scenarzysta
- Grigorij Aleksandrow – scenarzysta
- Ilja Krawczunowski – scenarzysta
- Eduard Tisse – zdjęcia
- Wasilij Chwatow – zdjęcia
- Wasilij Rachals – scenografia